# Teledapus querceti
Teledapus querceti là một loài bọ cánh cứng trong họ Cerambycidae.